# Love in the Time of Corona
Love in the Time of Corona é uma minissérie de televisão de comédia romântica americana criada por Joanna Johnson que estreou no Freeform em 22 de agosto de 2020. O título é uma brincadeira com o título do romance Love in the Time of Cholera (El amor en los tiempos del cólera, no original).

## Premissa
Love in the Time of Corona segue a vida de pessoas que procuram "amor, sexo e conexão" durante a pandemia de COVID-19 enquanto se distanciam socialmente.

## Elenco e personagens

### Principal
- Ava Bellows como Sophie
- Gil Bellows como Paul
- L. Scott Caldwell como Nanda
- Tommy Dorfman como Oscar
- Rya Kihlstedt como Sarah
- Leslie Odom Jr. como James
- Rainey Qualley como Elle
- Nicolette Robinson como Sade

### Recorrente
- Emilio Garcia-Sanchez como Adam
- Jordan Gavaris como Sean
- Charlie Robinson como Charles
- Tyler Alvarez como Jordan
- Gail Bean como Adeah
- Catero Alan Colbert como Dedrick
- Chelsea Zhang como Kaia

Este é o último trabalho de TV de Charlie Robinson antes de sua morte em julho de 2021.

## Episódios
| N.º | Título               | Dirigido por   | Escrito por      | Exibição original    | Audiência nos EUA (milhões) |
| --- | -------------------- | -------------- | ---------------- | -------------------- | --------------------------- |
| 1   | "The Course of Love" | Joanna Johnson | Joanna Johnson   | 22 de agosto de 2020 | 0.201                       |
| 2   | "#RelationshipGoals" | Joanna Johnson | Heather Flanders | 22 de agosto de 2020 | 0.137                       |
| 3   | "Seriously Now"      | Joanna Johnson | Lauren Bans      | 23 de agosto de 2020 | 0.217                       |
| 4   | "Love and Protest"   | Joanna Johnson | Resheida Brady   | 23 de agosto de 2020 | 0.134                       |

## Produção

### Desenvolvimento
Em 7 de maio de 2020, foi relatado que a Freeform havia dado à produção um pedido direto para a série consistindo em quatro partes. Love in the Time of Corona tem produção executiva de Joanna Johnson, Christine Sacani e Robyn Meisinger. A Anonymous Content está envolvida na produção da série.

### Seleção de elenco
Em 29 de junho de 2020, foi anunciado que Leslie Odom Jr., Nicolette Robinson, Tommy Dorfman, Rainey Qualley, Gil Bellows, Rya Kihlstedt, Ava Bellows e L. Scott Caldwell foram escalados para os papéis principais.

### Filmagens
A produção começou virtualmente em 29 de junho de 2020 em Los Angeles usando tecnologias remotas. na Freeform em 22 de agosto de 2020.

## Lançamento
A minissérie estreou em 22 de agosto de 2020, na Freeform nos Estados Unidos. Em territórios internacionais selecionados, a série está disponível no Disney+ sob o hub de streaming dedicado Star como uma série original, desde 12 de março de 2021.

## Recepção
No Rotten Tomatoes, a série possui um índice de aprovação de 58% com base em 12 avaliações, com uma classificação média de 7/10. No Metacritic, a série tem uma classificação de 55 em 100, com base em 12 críticas, indicando "críticas mistas ou médias".